# Élise Binard
Élise Binard (* 19. Januar 1911 in Uccle; † 13. November 1944 im Lager Belzig, einem Nebenlager des Lagers Ravensbrück) war eine belgische Widerstandskämpferin während des Zweiten Weltkriegs.

## Biographie

### Jugend und Ausbildung
Elise Binard wurde am 19. Januar 1911 in Uccle geboren. Nach dem Besuch des Gymnasiums Émile Max in Schaerbeek begann sie ein Studium der Naturwissenschaften an der Université libre de Bruxelles, das sie jedoch aufgrund ihrer angeschlagenen Gesundheit und finanzieller Schwierigkeiten abbrechen musste. Sie kehrte 1932 als Verwaltungsangestellte in die Gemeindeverwaltung von Brüssel zurück. Ende 1934 beantragte und erhielt sie unbezahlten Urlaub, um an der von Professor Edmond Bordeaux Székely geleiteten internationalen Expedition für Kosmetotherapie in Polynesien teilzunehmen.
1937 wurde sie zur Hauptkommissarin erster Klasse ernannt. Im selben Jahr heiratet sie H.F. Ollevier. Zu diesem Zeitpunkt war sie beim Standesamt der Gemeindeverwaltung im Palais du Midi angestellt.

### Im Widerstand
Als der Zweite Weltkrieg ausbrach, schloss sich die Gewerkschaftsaktivistin der Bewegung des sich organisierenden belgischen Widerstands an. Sie wurde Mitglied der patriotischen Miliz. Ihre Anstellung in der Verwaltung ermöglichte es ihr, zahlreichen Untergetauchten gefälschte Ausweise zu beschaffen. 1942 schloss sie sich dem Comité de lutte syndicale (C.L.S.) an und wurde Schatzmeisterin der Sektion „Solidarität“. Sie sammelte Lebensmittelmarken und Geld, um denen zu helfen, deren Existenz von den Nazi-Besatzern bedroht war. Auf diese Weise trug sie zur Rettung zahlreicher Juden bei.

### Deportation
Am 14. Juli 1944 wurde sie, wahrscheinlich aufgrund einer Denunziation, von der Gestapo festgenommen. Sie wurde gefoltert und dann im Gefängnis Saint-Gilles in Brüssel inhaftiert. Am Mittwoch, den 9. August wurde sie zusammen mit 53 politischen Gefangenen aus Antwerpen, Lüttich, Namur und fünf Frauen aus Nordfrankreich deportiert. Unter schrecklichen Transportbedingungen kam der Konvoi am Samstag, den 12. August in Ravensbrück an, wo er desinfiziert, medizinisch untersucht und elf Tage lang unter Quarantäne gestellt wurde. Élise Binard wurde am Donnerstag, den 24. August, weiter in das KZ-Außenlager Belzig deportiert; bereits am nächsten Tag begann eine zermürbende 12-stündige Nachtarbeit in der Munitionsfabrik des nahegelegenen Lagers Oranienburg. Die meisten Häftlinge hatten eine sehr kurze Lebenserwartung und starben sehr schnell. Ihre Leidensgenossin und Mitgefangene Germaine Terwecoren widmet ihr ihr Zeugnis: „An meine Mitgefangene, Elise Ollevier, gestorben für die Freiheit im Konzentrationslager Belzig am 13. November 1944 im Alter von 34 Jahren“.

## Ehrungen
Élise Binard wurde mit dem Ritterkreuz des Orden Leopolds II. mit Palme ausgezeichnet und erhielt posthum das Croix de Guerre 1940 mit Palmzweigen und die Widerstandsmedaille. „Mitglied der Milices patriotiques, Widerstandskämpferin der ersten Stunde, hingebungsvoll und mutig. Aufgrund ihrer patriotischen Tätigkeit verhaftet und nach Deutschland deportiert, starb dort am 13. November 1944 in Belzig“.
Eine Büste mit ihrem Bildnis befindet sich im Palais du Midi in Brüssel.